# It Happened Tomorrow
It Happened Tomorrow is een Amerikaanse filmkomedie uit 1944 onder regie van René Clair. Destijds werd de film uitgebracht onder de titel Het gebeurde morgen.

## Verhaal
Een journalist wil graag het nieuws weten, voordat het gebeurt. Op een dag krijgt hij die voorspellende gave van een geheimzinnige grijsaard. De journalist is voortaan alle kranten te vlug af en hij wint ook een fortuin met de paardenrennen. Hij weet echter ook van tevoren hoe hij zal sterven.

## Rolverdeling
| Acteur           | Personage                     |
| ---------------- | ----------------------------- |
| Dick Powell      | Lawrence Stevens              |
| Linda Darnell    | Sylvia Smith / Sylvia Stevens |
| Jack Oakie       | Oscar Smith / Cigolini        |
| Edgar Kennedy    | Inspecteur Mulrooney          |
| John Philliber   | Pop Benson                    |
| Edward Brophy    | Jake Shomberg                 |
| George Cleveland | Mijnheer Gordon               |
| Sig Ruman        | Mijnheer Beckstein            |
| Paul Guilfoyle   | Shep                          |
| George Chandler  | Bob                           |
| Eddie Acuff      | Jim                           |